# M7 (Panzerhaubitze)

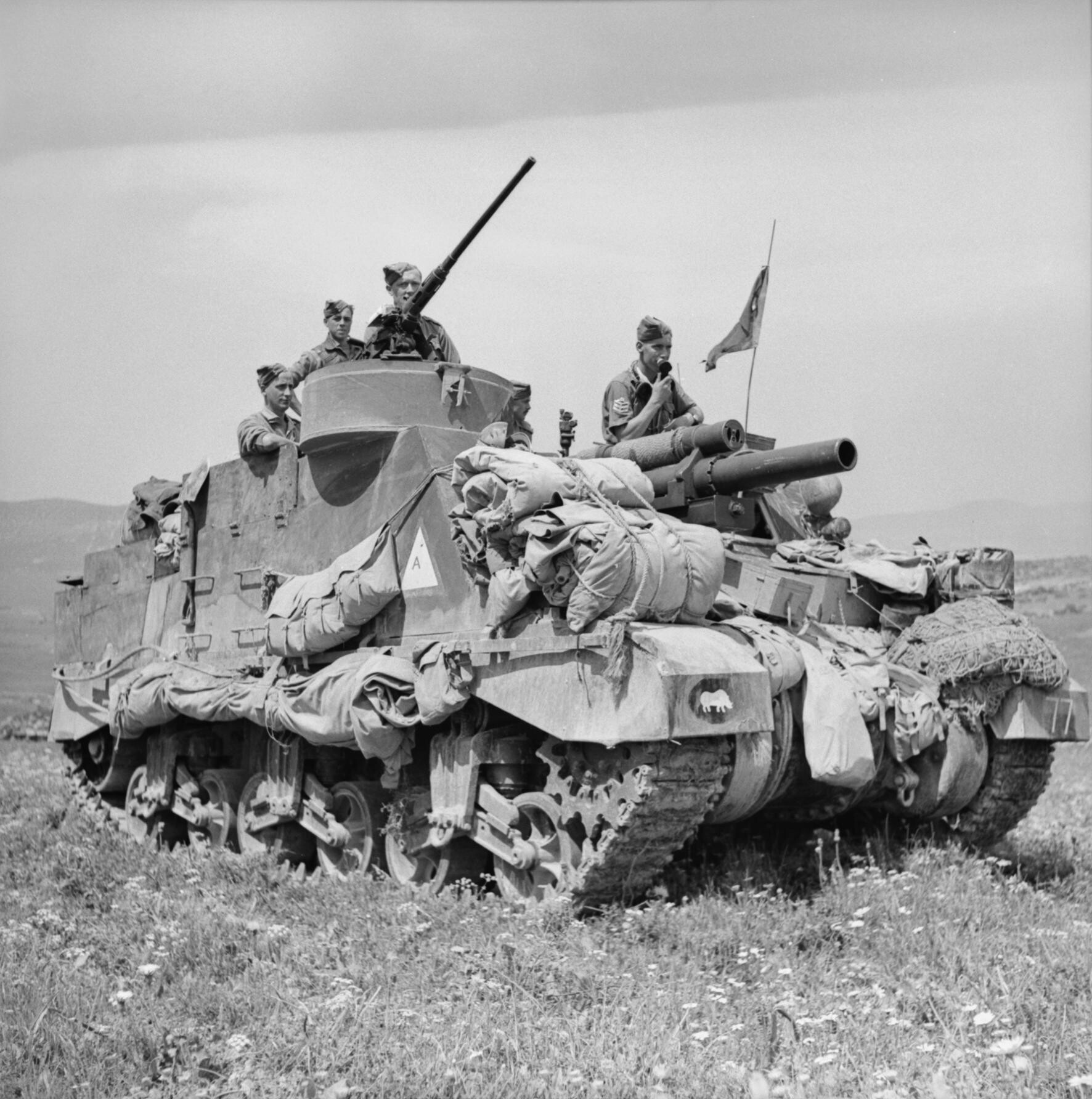
M7 Priest in Nordafrika, 1943

Die M7 Howitzer Motor Carriage war eine Panzerhaubitze aus US-amerikanischer Produktion. Sie wurde 1942 eingeführt und kam im Zweiten Weltkrieg sowie im Koreakrieg zum Einsatz. Durch den Einsatz bei den britischen Streitkräften erhielt das Fahrzeug die auch Bezeichnung 105-mm-Self Propelled, Priest.

## Entwicklung

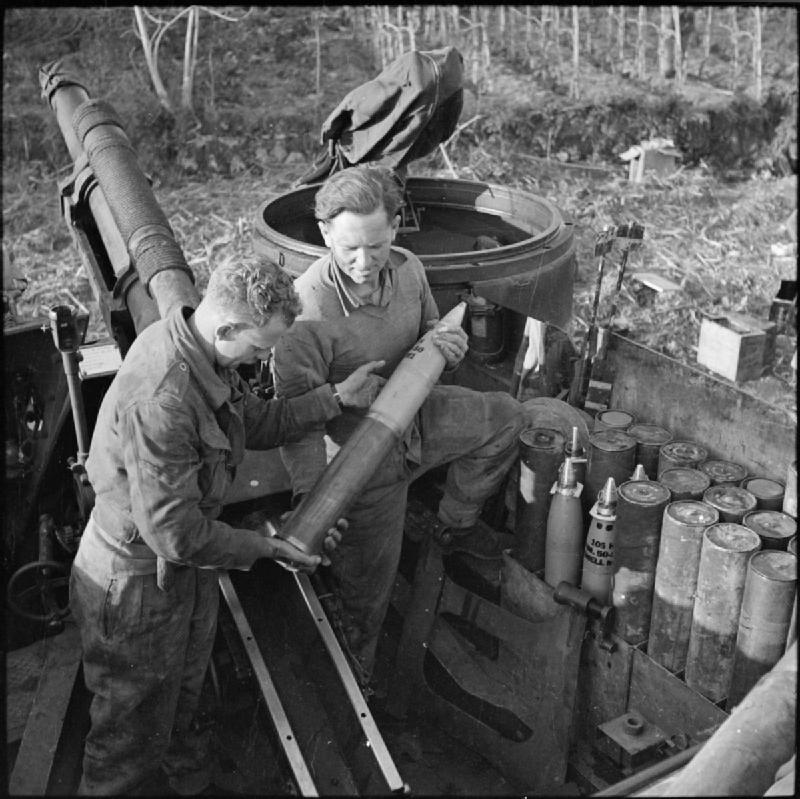
Laden von 105-mm-Granaten, 1944

Nachdem im Sommer 1941 die Serienfertigung des mittleren amerikanischen Panzers M3 Lee begonnen wurde, entschied sich die US Army für die Panzerdivisionen auch eine Artillerie-Selbstfahrlafette im Kaliber 105-mm zu entwickeln, welche in der Lage sein sollte den Kampfpanzern zu folgen. Basierend auf dem Fahrgestell des Medium Tank M3 und der 105-mm-Howitzer M2 A2 wurden zwei als T32 Howitzer Motor Carriage bezeichnete Fahrzeuge gefertigt.
Um den Fahrzeug eine bessere Möglichkeit zur Selbstverteidigung zu geben, wurde bei den Serienfahrzeugen eine gepanzerte Kanzel mit einem schweren Maschinengewehr auf der rechten Fahrzeugseite ergänzt. Schon der erste Entwurf entsprach den Vorstellungen der US Army und das Fahrzeug wurde nach kurzer Erprobung im Februar 1942 als M7 HMC (Howitzer Motor Carriage) bei der Army eingeführt.

## Technische Beschreibung
Die Hauptbewaffnung besteht aus dem Standardgeschütz M1 (Kaliber 105 mm) der US-Armee. Aufgrund seiner hervorragenden ballistischen Eigenschaften konnte dieses Geschütz sowohl artilleristisch als auch zur Panzerabwehr effektiv genutzt werden. Nur wenige Artilleriegeschütze des Zweiten Weltkrieges eigneten sich derart gut zur Panzerbekämpfung, da die dafür entwickelten Munitionstypen meist nur aus Splitter- oder Sprenggranaten zum Einsatz gegen Infanterie bestanden. Diese Projektile hatten nicht die ausreichende Durchschlagskraft gegen Panzer. Die 105-mm-Kanone gehörte zu den wenigen, für die panzerbrechende Munition zur Verfügung stand. In Fahrtrichtung rechts neben dem Geschütz wurde in einer Kanzel ein Browning M2-MG zur Fliegerabwehr und Nahbereichsverteidigung eingebaut.

## Produktion

### M7 Howitzer Motor Carriage
Im April 1942 begann American Loco mit der Fertigung und bis zum Jahresende waren bereits 2.028 Fahrzeuge fertiggestellt. Im Verlauf der Serienfertigung wurden einige Anpassungen vorgenommen, da inzwischen die M3 Medium Tank-Fertigung zugunsten des neuen M4 Medium Tank eingestellt worden war und verbesserte Bauteile verfügbar waren. 
Aus Gründen der Rationalisierung wurde im September 1943 vorgeschlagen, die Fertigung der M7 Howitzer Motor Carriage grundsätzlich auf dem Fahrgestell des Medium Tank M4 Sherman in der Ausführung M4A3 fortzusetzen. Die letzten M7 Howitzer Motor Carriage wurden deshalb mit dem gegossenen Bugpanzer und den Rollenwagen mit Gleitschiene und nach hinten versetzter Stützlaufrolle produziert.

### M7B1 Howitzer Motor Carriage
Abgesehen von äußerlich nicht zu sehenden Änderungen durch den anderen Motor des Medium Tank M4 waren diese Fahrzeuge an höheren, abklappbaren Seitenschutzplatten für den Kampfraum, den immer verwendeten Rollenwagen mit Gleitschiene und nach hinten versetzter Stützlaufrolle zu erkennen. Bei Pressed Steel wurden von März 1944 bis Februar 1945 von diesem Modell 826 Fahrzeuge gefertigt.
Federal Welder fertigte in Summe 127 Fahrzeuge von beiden Modellen, dem M7 und dem M7B1.

### 105-mm-Self Propelled, Priest
Bei einem Besuch britischer Panzerspezialisten im März in den USA wurden auch die Prototypen des M7 Howitzer Motor Carriage vorgeführt. Umgehend bestellte man für die Commonwealth-Streitkräfte 2.500 Fahrzeuge, die noch bis Ende des Jahres 1942 geliefert werden sollten. Weitere 3.000 Fahrzeuge sollten dann im Jahr 1943 geliefert werden. Da jedoch der Bedarf der US Army zuerst bedient wurde, kam es nie zur Auslieferung solcher Stückzahlen an die Streitkräfte des Empire. Allerdings wurden angesichts der Situation auf dem nordafrikanischen Kriegsschauplatz im September 1942 eine Lieferung von 90 Fahrzeugen des Typ M7 vorgenommen. Diese erreichten noch vor der Schlacht von El Alamein die Fronttruppen. Es folgten weitere Lieferungen und die M7 Howitzer Motor gehörte im Italienfeldzug der alliierten Streitkräfte und bei Beginn der Operation Overlord zur Ausstattung der Commonwealth-Panzerartillerie. Kurz nach der Landung in der Normandie durch Sexton-Selbstfahrlafetten ersetzt.

#### Britische Namensgebung
Einem weit verbreiteten Irrglauben zufolge wurde der Name „Priest“ für das Fahrzeug verwendet, da sich auf der rechten Fahrzeugseite ein erhöhter nach außen leicht gepanzerter, runder Stand für das schwere Maschinengewehr zur Selbstverteidigung befand. Dieser erinnere an eine Kanzel in einer Kirche, wurde gefolgert. Zu welchem Zeitpunkt diese Idee aufkam ist derzeit nicht geklärt, allerdings bestand bei den britischen Streitkräften die Regelung, dass Selbstfahrlafetten mit den Namen klerikaler Funktionsträger versehen wurden. So war eines der ersten Fahrzeuge die Selbstfahrlafette Bishop (Bischof) und ein weiteres Fahrzeug wurde Deacon (Diakon) genannt.

## Varianten

### M7B2 Howitzer Motor Carriage

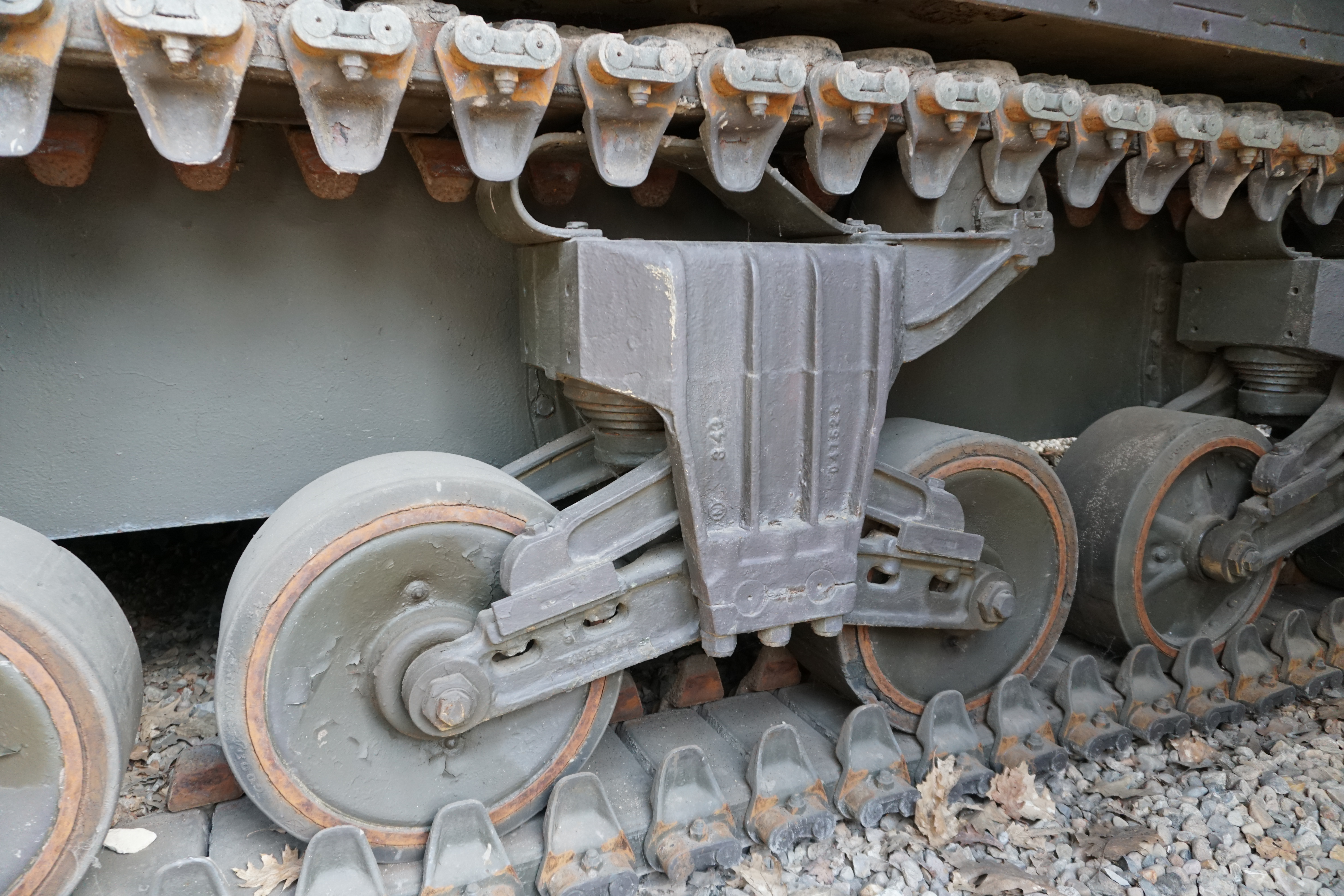
Priest M7 B2 (Laufwerk)

Bei Beginn des Korea-Krieges wurde der eingeschränkte Höhenrichtbereich der Selbstfahrlafette als unzureichend für einen effizienten Einsatz bewertet. Aus diesem Grund wurden 127 vorhandene M7B1 Motor Howitzer Carriage umgebaut. Das Geschütz wurde höher montiert. Die Öffnung die dadurch vor der Lafette entstand mit einer Panzerplatte verschlossen. Die Kanzel für das Maschinengewehr wurde zur Erhaltung des 360°-Schwenkbereichs durch das Einfügen eines weiteren Rings erhöht, was gut an den Schweißnähten zu erkennen ist (M7B1 eine Schweißnaht / M7B2 zwei Schweißnähte).

### Deep Wading Equipment
Wie einige andere Panzertypen wurde die M7 / M7B1 Howitzer Motor Carriage für den Einsatz bei amphibischen Operationen mit einer Tiefwatausrüstung, welche aus einem großen Luftschacht am Fahrzeugheck bestand, versehen. In dieser Ausführung kamen die Fahrzeuge nur vorübergehend zum Einsatz, wobei spezielle Halterungen möglicherweise länger am Fahrzeug verblieben.

## Priest Kangaroo

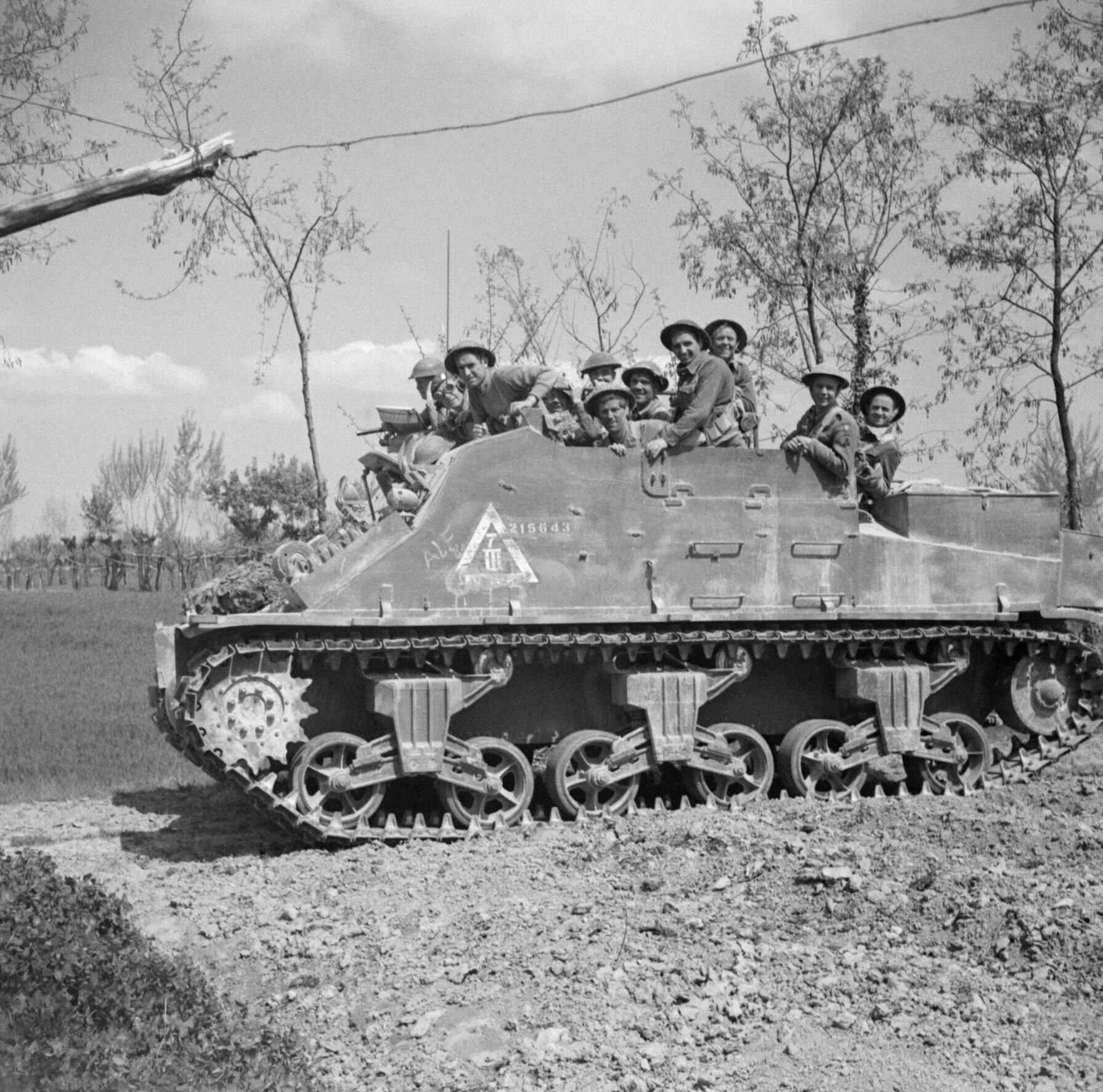
Priest Kangaroo in Italien

Der Priest Kangaroo war eigentlich eine Art Nebenprodukt, erwies sich jedoch bald als absolut geeignet für die vorgesehenen Aufgaben. Er wurde Anfang 1944 von der kanadischen Armee aus den standardisierten M7 Priest der US-Armee entwickelt.
Er sollte dazu eingesetzt werden, Infanterie sicher durch feindlichen MG-Beschuss zu bringen, um sie direkt am Einsatzort abzusetzen.
An den Fahrzeugen wurden die Haubitze sowie die Munitionshalterungen entfernt. Die Aussparung in der Front wurde durch eine Panzerplatte verschlossen. In diese wurden manchmal noch Schießscharten für MGs oder PIATs angebracht. Diese Änderungen waren jedoch nicht von den Entwicklern geplant. Zudem wurden die Seitenschürzen erhöht und nach hinten verlängert, um für den Innenraum einen besseren Schutz gegen Infanteriebeschuss zu bieten. Die charakteristische MG-Kanzel blieb erhalten.

### Einsatzbereiche
Der Kangaroo war als reiner Schützenpanzer vorgesehen, wurde jedoch auch als Funk-, Munitions- und Sanitätspanzer eingesetzt. Bei Regen wurde eine Plane über das Fahrzeug gezogen, die an zahlreichen Ösen rund um den Kampfraum befestigt wurde, um den Innenraum wenigstens etwas trocken zu halten. Eine Stange sollte im Zentrum des Fahrzeuges die Plane stützen, damit Regenwasser sich nicht sammelte, sondern an den Seiten ablief, bevor die Plane riss.
Auch bei aufgesetzter Plane war durch einen etwa 15 bis 20 cm großen Schlitz zwischen Fahrzeug und Plane ein kompletter Feuerbereich mit Rundumsicht gegeben. Je nach Jahreszeit standen drei Planen (Herbst-, Sommer- und Wintertarnung) zur Verfügung, um eine Luftaufklärung zu erschweren. Der gesamte Panzer konnte, ähnlich wie bei einigen späteren US-Militärfahrzeugen, mit verschiedenförmigen Planen komplett getarnt werden. Meist wurden die Fahrzeuge jedoch mit Farbe getarnt.
Es wurde auch daran gedacht, den Kangaroo für die Pioniertruppe umzurüsten. Ähnlich wie beim „Sherman Crab“ sollte vor den Panzer eine Rolle mit zahlreichen daran befestigten Ketten montiert werden. Rotierte die Rolle, so schlugen die Ketten auf den Boden und sollten im Boden liegende Minen zur Detonation bringen. Zudem sollte er mit MGs und Flammenwerfern ausgestattet werden. Solche Fahrzeuge hatten die Westalliierten bereits bei den Kämpfen um El Alamein, in Tunesien, Sizilien, Italien und den Landungen in der Normandie und Südfrankreich erfolgreich eingesetzt.
Der „M7 Priest K Crab“ wurde jedoch nie gebaut, da die Amerikaner („Sherman Crab“) und die Briten („Churchill Crab“) bereits über genügend effektive Minenräumpanzer verfügten. Zudem wurde er nach Kriegsende überflüssig.
Es gab auch Bestrebungen, den M7 Priest Kangaroo mit geschlossener Decke und zwei oder mehr Ausstiegsluken zu bauen, um den Panzerschutz weiter zu erhöhen. Damit wäre jedoch der Ausstieg aus dem Fahrzeug um einiges schwieriger und langwieriger geworden, sodass dieser Plan nie umgesetzt wurde. Zwar wäre ein Einsatz als Funk- oder Beobachtungspanzer möglich gewesen, jedoch nie in die Planungen der British Army aufgenommen.

### Bewährung an der Front
Den ersten Einsatz hatte der Kangaroo im August oder September 1944 in Frankreich (Die Berichte hierüber erwähnen fünf verschiedene Daten). Neben der vierköpfigen Besatzung (Fahrer, Funker, MG-Schütze, Kommandant) konnten bis zu 15 Mann Infanterie mit voller Kampfausrüstung transportiert werden, wobei auch der Motorbereich hinter dem Kampfraum voll ausgelastet wurde.
Wie beim normalen Priest war auch hier der nach oben offene Innenraum die Schwäche des Panzers, da er leicht durch Handgranaten außer Gefecht gesetzt werden konnte. Die Besatzungen an der Front begegneten dem damit, indem sie Netze oder Planen (Ponchos) über die Fahrzeuge spannten, die die Handgranaten zurückschleudern sollten. Dieses Verfahren hatte durchaus Erfolg.
Trotz einiger Mängel erfreute sich der Priest Kangaroo aufgrund seiner technischen Zuverlässigkeit und Pflegeleichtigkeit hoher Beliebtheit bei den alliierten Armeen. Der Priest Kangaroo wurde nicht nur von den Truppen des Commonwealth eingesetzt, sondern auch von der US-Armee sowie von der polnischen Exilarmee und den freifranzösischen Streitkräften.

## Nach dem Weltkrieg
Auch nach dem Krieg wurde der M7 Priest in Serie produziert und dann auch im Korea-Krieg eingesetzt. Einer der letzten „echten“ Kangaroos steht als Denkmal auf einem Übungsgelände in Schottland, ein anderer stand bis 2002 in einem Museum in Südengland. Derzeit ist er als Leihgabe im russischen Panzermuseum Kubinka zu besichtigen. Es ist das letzte Exemplar mit originaler und vollständiger Innenausstattung und komplettem Geschütz.

## Einsatz in der Bundeswehr und anderen Armeen
Lange Zeit waren neuere Versionen des Kangaroo noch in einigen Armeen in Afrika und Südasien im Einsatz. Einsätze auf israelischer Seite in den verschiedenen Kriegen der Jahre nach dem Zweiten Weltkrieg stehen fest.

### Leichte Panzerhaubitze M7 B2 PRIEST
Die Panzerhaubitze M7 gehörte zur ersten Ausrüstung der Bundeswehr. Es handelt sich um die nachgerüsteten Ausführungen der M7 HMC vom Typ B2, bei denen das Geschütz erhöht montiert war und die Kanzel einen zusätzlichen Ring erhielt. Von 1956 bis 1960 wurden 127 Fahrzeuge in Artilleriebrigaden und als Divisionsartillerie eingesetzt. Als Nachfolger wurde die Panzerhaubitze M52 eingeführt.

## Technische Daten M7
- Länge: 6,02 m
- Breite: 2,88 m
- Höhe: 2,54 m
- Gewicht: 22,967 Tonnen
- Kletterfähigkeit: 0,61 m
- Grabenüberschreitfähigkeit: 2,29 m
- Watfähigkeit: 1,22 m
- Steigfähigkeit: bis zu 60 %
- Motor: Luftgekühlter Continental R-975 9-Zylinder-Otto-Motor 340 PS; VVSS-Laufwerk Verbrauch 300 l / 100 km
- Geschwindigkeit: 41,8 km/h auf Straße / 24,1 km/h im Gelände
- Reichweite: 135 bis 200 km
- Besatzung: 7 Mann (Kommandant, Fahrer, Fünf Mann für die Bedienung der Haubitze)
- Panzerung: 12,7–62 mm
- Bewaffnung:
  - eine 105-mm-Haubitze M1A2, M2 oder M2A1 mit 69 Schuss, Reichweite: 10.973 m
  - ein 12,7-mm-Maschinengewehr M2 Browning (Kal. 50) mit 300 Schuss
- Transportfähigkeit: Als Schützenpanzer: 15 Mann; Als Sanitätspanzer: 11 Mann (5 auf Tragen, 6 sitzend); Als Munitionspanzer: Bis zu 100 Schuss 105-mm-Munition (reicht für fast 5 späte „Sherman-Howitzer“-Panzer mit 105-mm-Kanone) und 4000 Schuss MG-Munition (nur als Beispiel für das Fassungsvermögen des M7)
- Baujahr: 1942–1945
- Stückzahl: 4276 (Alle Versionen zusammen)